# MFF Art Film

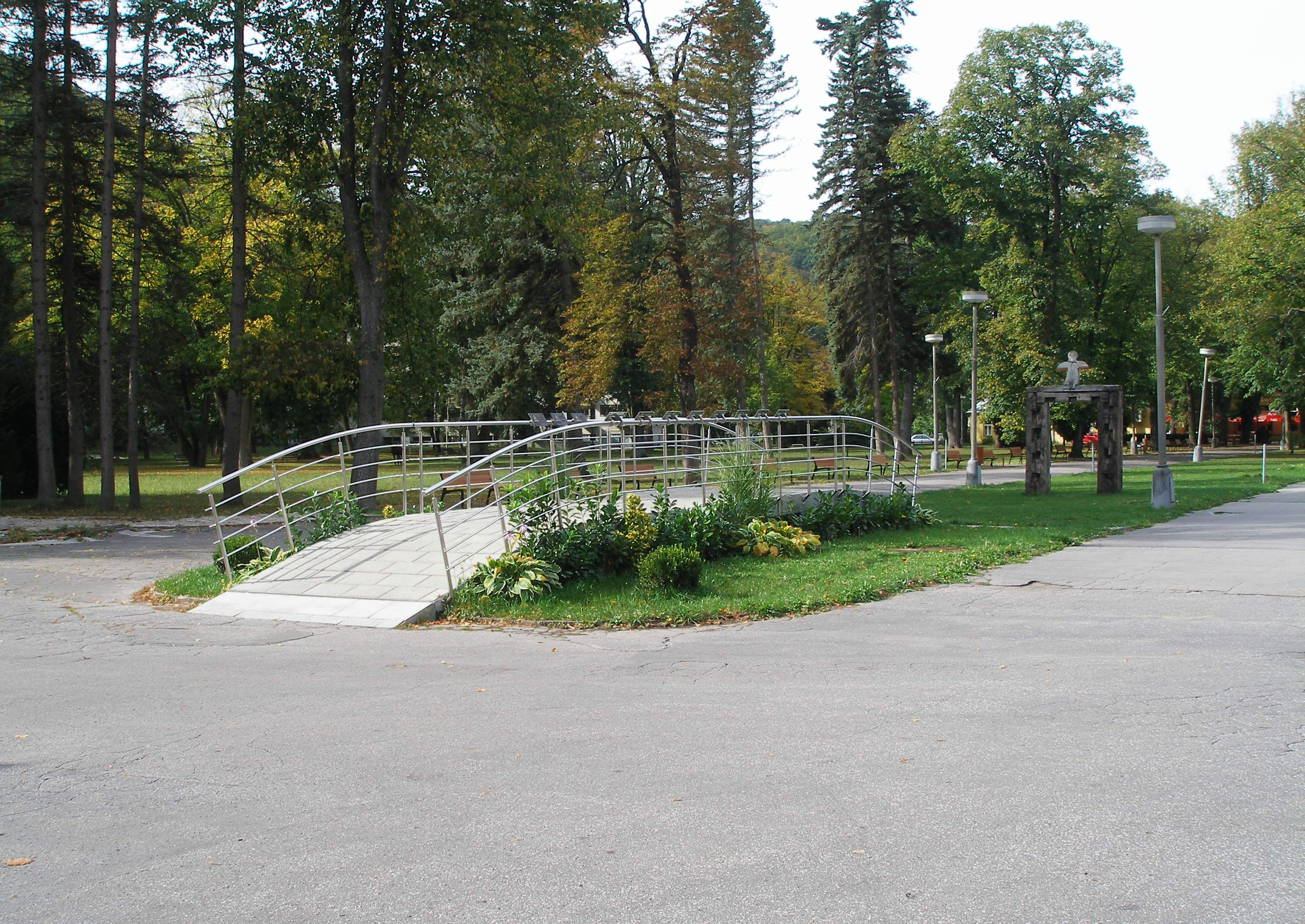
Most Slávy v Trenčianských Teplicích, na který byly udělovány destičky se jmény nositelů ocenění „Hercova mise“

MFF Art Film (původně Art Film Fest) je mezinárodní filmový festival, který se koná ve slovenském městě Košice. Jeho první ročník se konal v roce 1993 v Trenčianských Teplicích, což z festivalu dělá nejdéle trvající, bez přerušení se konající mezinárodní festival na Slovensku. Trenčín jako město konání přibyl až roku 1997. Od roku 2016 se festival přestěhoval do Košic.

## Ocenění
Festivalové ceny se dělí na statutární a zvláštní. V rámci první skupiny se udělují Modří andělé. Mezi hrané filmy, jež se účastní soutěže, se rozděluje Modrý anděl za nejlepší film (slovensky Modrý anjel za najlepší film), Modrý anděl za nejlepší režii (slovensky Modrý anjel za najlepšiu réžiu), Modrý anděl za nejlepší ženský herecký výkon (slovensky Modrý anjel za najlepší ženský herecký výkon) a Modrý anděl za nejlepší mužský herecký výkon (slovensky Modrý anjel za najlepší mužský herecký výkon). Nejlepší krátkometrážní film obdrží cenu Modrý anděl. Dále je na festivalu ještě udělováno ocenění Hercova mise (slovensky Hercova misia), a také Zlatá kamera, kterou obdrží výrazní filmoví pracovníci za svůj přínos kinematografii.

### Hercova mise
Hercova mise je ocenění udělované od roku 1995. Jsou jím dekorováni umělci za jejich mimořádný přínos filmovému hereckému umění. Se ziskem ocenění je spojena tradice připevnění cedulky se jménem oceněného na most Slávy, který se nachází v Trenčianských Teplicích. Nositelé:
| Rok festivalu | Laureát                                | Národnost laureáta     |
| ------------- | -------------------------------------- | ---------------------- |
| 1995          | Franco Nero                            | Itálie                 |
| 1996          | Gina Lollobrigida                      | Itálie                 |
| 1996          | Alberto Sordi                          | Itálie                 |
| 1996          | Jozef Kroner                           | Slovensko              |
| 1997          | Geraldine Chaplinová                   | Spojené státy americké |
| 1997          | Vlastimil Brodský                      | Česko                  |
| 1998          | Mari Törőcsiková                       | Maďarsko               |
| 1998          | Erland Josephson                       | Švédsko                |
| 1998          | Annie Girardotová                      | Francie                |
| 1999          | Iva Janžurová                          | Česko                  |
| 1999          | Michele Placido                        | Itálie                 |
| 1999          | Daniel Olbrychski                      | Polsko                 |
| 1999          | Sophia Lorenová                        | Itálie                 |
| 2000          | Ladislav Chudík                        | Slovensko              |
| 2000          | Jana Brejchová                         | Česko                  |
| 2000          | Catherine Deneuve                      | Francie                |
| 2001          | Jiří Bartoška                          | Česko                  |
| 2001          | Emília Vášáryová                       | Slovensko              |
| 2001          | Jean-Paul Belmondo                     | Francie                |
| 2002          | Božidara Turzonovová                   | Slovensko              |
| 2002          | Bolek Polívka                          | Česko                  |
| 2002          | Ornella Muti                           | Itálie                 |
| 2003          | Klaus Maria Brandauer                  | Rakousko               |
| 2003          | György Cserhalmi                       | Maďarsko               |
| 2003          | Jiřina Bohdalová                       | Česko                  |
| 2003          | Jerzy Stuhr                            | Polsko                 |
| 2004          | Květa Fialová                          | Česko                  |
| 2004          | Štefan Kvietik                         | Slovensko              |
| 2005          | Dagmar Veškrnová–Havlová               | Česko                  |
| 2005          | Nastassja Kinski                       | Německo                |
| 2006          | Lubomír Lipský                         | Česko                  |
| 2006          | Jacqueline Bisset                      | Spojené království     |
| 2007          | Isabelle Huppertová                    | Francie                |
| 2007          | Mirjana Karanović                      | Srbsko                 |
| 2007          | Marián Labuda                          | Slovensko              |
| 2008          | Chiara Caselli                         | Itálie                 |
| 2008          | Omar Sharif                            | Egypt                  |
| 2008          | Ivan Palúch                            | Slovensko              |
| 2008          | Liv Ullmannová                         | Norsko                 |
| 2009          | Jeremy Irons                           | Spojené království     |
| 2009          | Jaromír Hanzlík                        | Česko                  |
| 2010          | Gérard Depardieu                       | Francie                |
| 2010          | Milan Kňažko                           | Slovensko              |
| 2010          | Josef Abrhám                           | Česko                  |
| 2011          | János Bán                              | Maďarsko               |
| 2011          | Zdeněk Svěrák                          | Česko                  |
| 2011          | Zuzana Kronerová                       | Slovensko              |
| 2012          | Emmanuelle Béart                       | Francie                |
| 2012          | Miroslav Donutil                       | Česko                  |
| 2012          | Ben Kingsley                           | Spojené království     |
| 2013          | Martin Huba                            | Slovensko              |
| 2013          | Július Satinský                        | Slovensko              |
| 2013          | Barbora Bobuľová                       | Slovensko              |
| 2014          | Ivan Trojan                            | Česko                  |
| 2014          | Claudia Cardinalová                    | Itálie                 |
| 2015          | Anna Geislerová                        | Česko                  |
| 2015          | Juraj Kukura                           | Slovensko              |
| 2016          | Lazar Ristovski                        | Srbsko                 |
| 2016          | Karel Roden                            | Česko                  |
| 2017          | Ondřej Vetchý                          | Česko                  |
| 2017          | Magda Vášáryová                        | Slovensko              |
| 2018          | Zuzana Mauréry                         | Slovensko              |
| 2018          | Ivana Chýlková                         | Česko                  |
| 2019          | Jiří Lábus                             | Česko                  |
| 2020          | – (ročník zrušen – pandemie covidu-19) | –                      |
| 2021          | Petr Nárožný                           | Česko                  |
| 2022          | ročník zrušen                          | –                      |
| 2023          | Zdena Studenková Eva Holubová          | Slovensko Česko        |